# Roure de Can Feliu
El Roure de Can Feliu (Quercus humilis) és un arbre que es troba a Rubí (el Vallès Occidental), el qual és un exemplar de roure martinenc que podria ésser un digne successor al ja desaparegut Roure del Parc de Ca n'Oriol (un dels dos únics Arbres Monumentals de Catalunya al Vallès Occidental, l'altre és el Pi de les Quatre Besses del Dalmau a Sant Llorenç Savall).

## Dades descriptives
- Perímetre del tronc a 1,30 m: 2,98 metres.
- Alçada: 15,9 metres.
- Amplada de la capçada: 18 x 22 m (amplada mitjana capçada: 20 metres)
- Altitud sobre el nivell del mar: 173 m.[1]

## Aspecte general
Es troba en molt bon estat de conservació.

## Accés
Es troba entre Can Xercavins i Can Feliu, ran de la pista que comunica ambdues masies. Cal prendre el passeig de la Riera, una àmplia avinguda que corre paral·lela al marge dret de la riera de Rubí, a l'extrem oest del nucli urbà. La part nord d'aquesta avinguda és ocupada per indústries, però l'extrem sud és zona d'habitatges. En aquesta zona, cal prendre el carrer Pau Casals. Travessem el túnel sota la via del tren i, a mà dreta, enfilem la pista asfaltada que ens porta a Can Xercavins i a on podem aturar-nos una estona a contemplar els seus arbres. En arribar a la casa, prenem la pista de terra que surt a mà dreta (indicador Can Feliu). Com que l'accés en vehicle està prohibit, hi haurem d'anar a peu. Passem per davant d'uns magatzems i travessem una cadena. De seguida, la pista traça una llarga recta a través dels camps de conreu. Al final d'aquesta, tombem a la dreta i arribem al peu del roure. Coordenades UTM: 31T X0417927 Y4594942.